# Frances Hyland
Frances Hyland (née le 25 avril 1927 – morte le 11 juillet 2004) est une actrice canadienne.

## Biographie
Hyland naît en 1927 à Shaunavon (Saskatchewan), une petite ville du sud-est de Swift Current. Ses parents sont Jessie Worden, une enseignante, et Thomas Hyland, un vendeur.
Frances Hyland obtient un diplôme de l'université de la Saskatchewan en 1948.
Hyland étudie à la Royal Academy of Dramatic Art. Elle fait ses premières armes comme actrice à Londres dans le rôle de Stella dans Un tramway nommé Désir. En 1954, elle revient au Canada.
En 1970, elle reçoit l'Ordre du Canada, puis le Prix du Gouverneur général en 1994.
Elle a été mariée à George McCowan. Le couple a eu un enfant.

## Filmographie

### Cinéma
| Année | Titre                                            | Rôle            | Notes         |
| ----- | ------------------------------------------------ | --------------- | ------------- |
| 1963  | Drylanders (en)                                  | Liza            |               |
| 1966  | Each Day That Comes                              |                 | court métrage |
| 1972  | Another Smith for Paradise                       | Marie Smith     |               |
| 1980  | L'Enfant du diable                               | Mrs. Grey       |               |
| 1980  | The Hounds of Notre Dame (en)                    | Mère Thérèse    |               |
| 1981  | Happy Birthday : Souhaitez ne jamais être invité | Mme Patterson   |               |
| 1983  | The Sight                                        |                 | court métrage |
| 1993  | The Lotus Eaters                                 | Flora Kingswood |               |
| 1995  | Excès de confiance                               | Mrs. Slotnick   |               |

### Télévision
| Année     | Titre                                | Rôle                                       | Notes                                                                                 |
| --------- | ------------------------------------ | ------------------------------------------ | ------------------------------------------------------------------------------------- |
| 1950-1954 | Sunday Night Theatre (en)            | Megan Owen / Sonia / Penelope Blessington  | 4 épisodes : Deep Are the Roots, Adam's Apple, Crime and Punishment, The Gift         |
| 1955      | Scope                                |                                            | 1 épisode : Prelude to Marriage                                                       |
| 1955      | On Camera                            |                                            | 1 épisode : The Queen's Ring                                                          |
| 1955-61   | Encounter                            | Nellie / Shevawn Flaherty / Melissa Turner | 6 épisodes                                                                            |
| 1957      | Twelfth Night                        | Lady Olivia                                | téléfilm                                                                              |
| 1957-59   | Folio                                | Zuzushka / Mariana / Frances               | 3 épisodes : Proud Passage, The Master of Santiago, Ivanov                            |
| 1958      | Till Death Do Us Part                |                                            | 1 épisode : Panic at Parth Bay                                                        |
| 1959      | Hudson's Bay                         | Susan Murray                               | 1 épisode : Bosom Friends                                                             |
| 1959-60   | The Unforeseen (en)                  | Martha                                     | 3 épisodes : The Storm, The Wreath, Desire                                            |
| 1959-60   | R.C.M.P.                             | Lucy Dodds / Mrs.Phillips                  | 2 épisodes : The Replacement, The Hunt                                                |
| 1960      | Suspense                             | Ethel                                      | 1 épisode : Love Story                                                                |
| 1960      | Startime                             | Miss Miller / Catherine Stockmann          | 2 épisodes : An Enemy of the People, An Enemy of the People                           |
| 1960-62   | Festival                             | Margot / duchesse / Olga                   | 5 épisodes                                                                            |
| 1962      | First Person                         |                                            | 1 épisode : My Home Is Here                                                           |
| 1962      | Salt of the Earth                    |                                            | téléfilm                                                                              |
| 1961-62   | Playdate                             | Ethel / Nellie Bancroft / Alice            | 3 épisodes : The Salt of the Earth, The Vigilante, Love Story 1910                    |
| 1967      | The Mystery Maker (en)               |                                            | 1 épisode                                                                             |
| 1973-80   | The Beachcombers (en)                | Sadie                                      | 4 épisodes : Sadie, Keep Your Shirt On, The Sasquatch Walks by Night, Sadie is a Lady |
| 1974      | The Naked Mind (en)                  |                                            | 1 épisode                                                                             |
| 1978      | Home to Stay (en)                    | Tante Martha                               | téléfilm                                                                              |
| 1979      | The Albertans (en)                   | Marjanne Hardin                            | téléfilm                                                                              |
| 1979      | The Great Detective (en)             | Mrs. Eglantyne                             | 1 épisode : Death Takes a Curtain Call                                                |
| 1980      | Matt et Jenny                        | Martha Jane                                | 1 épisode : A Woman's Place                                                           |
| 1981      | Tales of the Haunted                 | Dody                                       | téléfilm                                                                              |
| 1981      | Titans                               | Elizabeth I.                               | 1 épisode : Elizabeth I.                                                              |
| 1983      | Pygmalion                            | Mrs. Higgins                               | téléfilm                                                                              |
| 1985      | The Hearst and Davies Affair         | Rose Duras                                 | téléfilm                                                                              |
| 1986      | Kay O'Brien (en)                     | Dr. Sarah McDonovan                        | 1 épisode : Princess of the City                                                      |
| 1987      | Alfred Hitchcock Presents            | Edith Ferris                               | 1 épisode : The Impatient Patient                                                     |
| 1988      | Liberace: Behind the Music (en)      | Florence Bettray Kelly                     | téléfilm                                                                              |
| 1988      | The Twilight Zone                    | Laura Kincaid                              | 1 épisode : Dream Me a Life                                                           |
| 1988      | Brigade de nuit                      | Marie                                      | 1 épisode : No Regrets                                                                |
| 1988      | Lonely Knights                       | Maggie                                     | téléfilm                                                                              |
| 1989      | Glory! Glory! (en)                   | Velma                                      | téléfilm                                                                              |
| 1990      | E.N.G. (série télévisée)             | Thelma                                     | 1 épisode : Division of Labour                                                        |
| 1990-95   | Avonlea                              | Nanny Louisa Banks                         | 3 épisodes : The Journey Begins, Sara's Homecoming, Comings and Goings                |
| 1993      | Survive the Night                    |                                            | téléfilm                                                                              |
| 1993      | The Hidden Room                      | Rita                                       | 1 épisode : After the Crash                                                           |
| 1993-94   | Street Legal                         | Caroline Diamond                           | 3 épisodes : Thicker Than Water, Forgiveness, Persons Living or Dead                  |
| 1994      | Lonesome Dove                        | Clementine Coffey                          | 1 épisode : Duty Bound                                                                |
| 1994      | Broken Lullaby                       | Maria                                      | téléfilm                                                                              |
| 1994      | Crypte Show                          | tante Melva                                | 2 épisodes : The Avenging Phantom/Myth Conceptions, The Haunted Mine                  |
| 1994      | Lives of Girls & Women               | Tante Grace                                | téléfilm                                                                              |
| 1995      | Un tandem de choc                    | grand-mère de Fraser                       | 1 épisode : Letting Go                                                                |
| 1995      | When the Dark Man Calls              | Dr. Martha Petrie                          | téléfilm                                                                              |
| 1996      | Psi Factor, chroniques du paranormal | Catherine Cartwright                       | 1 épisode : Reptilian Revenge/Ghostly Voices                                          |
| 1997      | A Prayer in the Dark                 | Anna                                       | téléfilm                                                                              |
| 1997      | I'll Be Home for Christmas           | Thelma Jenkins                             | téléfilm                                                                              |
| 1996      | Moonlight Becomes You                | Nuala Moore                                | téléfilm                                                                              |